# ガジョン (SS-211)
ガジョン (USS Gudgeon, SS-211) は、アメリカ海軍の潜水艦。タンバー級潜水艦の一隻。艦名は北半球ではコイ科カマツカ亜科、南半球ではカワアナゴ科を中心に、外見が似ている複数種の総称に因んで命名された。なお、喪失から8年後にタング級潜水艦5番艦として2代目ガジョン (SS-567)が就役している。

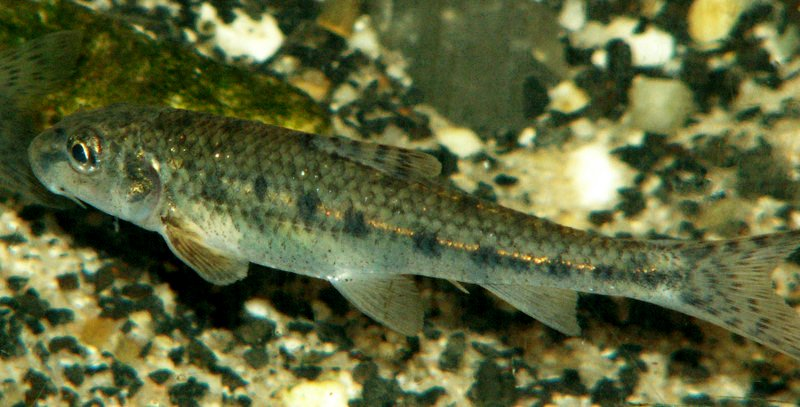
ヨーロッパカマツカ（Gudgeon）

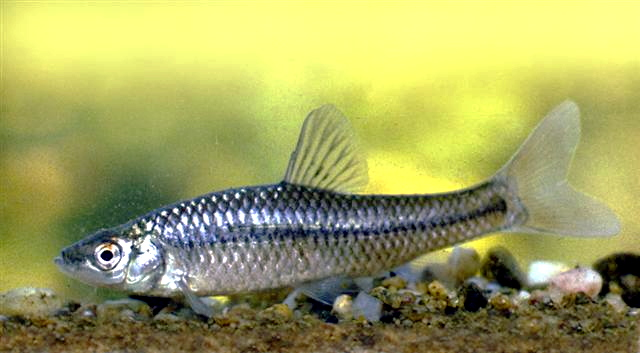
モツゴ（Topmouth gudgeon）

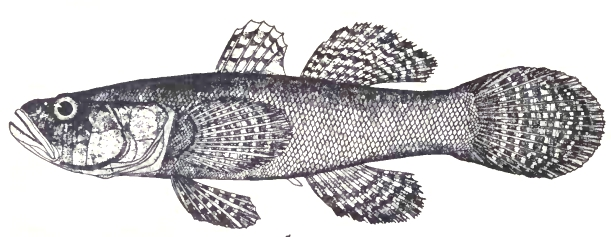
ダスキー・スリーパー（Brown gudgeon）

## 艦歴
ガジョンはカリフォルニア州ヴァレーホのメア・アイランド海軍造船所で起工した。1941年1月25日にウィリアム・S・パイ夫人によって命名、進水し、1941年4月21日に艦長エルトン・W・「ジョー」グレンフェル少佐（アナポリス1926年組）の指揮下就役する。
カリフォルニア州沿岸での整調後、ガジョンは8月28日に出航し、ワシントン州シアトルを経由してアラスカに向かう。その巡航ではシトカ、コディアック、ダッチハーバーが海軍基地の建設に適しているかを調査した。その後ハワイに向かい、10月10日に真珠湾潜水艦基地に到着する。続く2ヶ月にわたって訓練と作戦活動に従事し、12月7日の日本軍による真珠湾攻撃時にガジョンはラハイナ水道で特別訓練を行っていたが、直ちに基地へ帰還した。

### 第1の哨戒 1941年12月 - 1942年1月
12月11日、ガジョンは最初の哨戒で日本近海に向かった。これは第二次世界大戦における、アメリカ潜水艦の最初の戦時哨戒である。この哨戒でガジョンは2つの初物づくしを太平洋艦隊潜水部隊にもたらした。一つは「日本近海で行動した最初のアメリカ潜水艦」であり、ガジョンは九州沿岸で哨戒した。12月31日から1942年1月10日までの間に計6隻もの船を発見し、1月4日には北緯32度11分 東経131度52分 / 北緯32.183度 東経131.867度の地点で1,500トン級沿岸貨物船に対して魚雷を2本発射したが命中せず、1月9日から10日にかけての夜にも北緯31度56分 東経132度15分 / 北緯31.933度 東経132.250度の地点で貨物船に対して魚雷を3本発射し、1つの命中音を聴取した。1月8日には南雲忠一中将率いる第一航空艦隊の出撃もあったが、ガジョンはこれに気づく事はなかった。もう一つの初物は「第二次世界大戦で敵艦船を撃沈した最初のアメリカ潜水艦」であり、1月27日0900、ガジョンは北緯28度24分 東経178度35分 / 北緯28.400度 東経178.583度のミッドウェー島西方240浬地点で潜航中、左舷前方に高速推進器音を聴取。やがて4600mの位置で15ノットの速力で浮上航走中の伊73を発見。0907、荒天の中ガジョンは1600mの距離で魚雷3本を発射。1分45秒後、2回の爆発音を聴取すると共に推進器音が消え、その後ガジョンが再度潜望鏡観測した時には伊73は海上から姿を消していた。この頃、日本の潜水艦がカリフォルニア州、ワシントン州沿岸で通商破壊作戦を実施しており（アメリカ本土攻撃）、そのうちの一艦と考えられていた。また、2日前の1月25日に伊号第二十四潜水艦（伊24）がミッドウェー島に対して艦砲射撃をしており、司令部は伊24を待ち伏せるつもりでガジョンに指令を出していた。1月29日、ガジョンは51日間の行動を終えて真珠湾に帰投した。

### 第2、第3の哨戒 1942年2月 - 6月
2月22日、ガジョンは2回目の哨戒で東シナ海に向かった。3月10日に横浜、長崎とインドシナ半島、マニラ、上海を結ぶ交通路に到達したガジョンは、3月13日に北緯31度14分 東経128度06分 / 北緯31.233度 東経128.100度の地点で小型武装商船を発見し、魚雷を2本発射するも命中しなかった。攻撃後、ガジョンに「新しいエリアに移動せよ」との命令が与えられて東方に移動する。新しいエリアに移動したガジョンは、空母加賀以下の機動部隊を待ち伏せたが、3月18日に至って「加賀は孀婦岩より東を回っただろう」との情報を受け取り、ガジョンは最初の哨戒海域へと戻る事となった。3月26日未明、ガジョンは北緯32度35分 東経127度18分 / 北緯32.583度 東経127.300度の地点で輸送船富浦丸（日本郵船、3,821トン）に対して魚雷を3本発射し、うち2本が命中と判断される。攻撃された富浦丸は被害なく、「二発ノ砲撃ヲ受ケタルモ船体異状ナシ」と報告した。翌3月27日未明には北緯33度56分 東経127度30分 / 北緯33.933度 東経127.500度の巨文島西方で輸送船日昌丸（南洋海運、6,526トン）に向けて魚雷を3本発射し、1本が命中したが魚雷は船体を貫通しただけで、日昌丸は巨文島へと避退していった。3月28日朝も攻撃が行われ、北緯31度54分 東経127度11分 / 北緯31.900度 東経127.183度の地点で特設砲艦富津丸（摂津商船、2,933トン）に対して魚雷を3本発射したが回避され、逆に富津丸から爆雷攻撃を受けた。4月15日、ガジョンは52日間の行動を終えて真珠湾に帰投。乾ドックに入渠してオーバーホールすべきかどうかチェックされた。ところが、ガジョンは予定より3週間早くドックから出ることとなり、たった40時間で次期哨戒準備を終えた。艦長がハイランド・B・リヨン少佐（アナポリス1931年組）に代わった。
5月18日、ガジョンは3回目の哨戒でミッドウェー島西方に向かった。ガジョンはミッドウェー島に接近する日本艦隊とこれを迎え撃つアメリカ艦隊の間に立って、他の潜水艦とともに哨戒線を構成した。ガジョンは海戦で350年ぶりに負ける日本艦隊の姿を見ることも出来ただろうが、戦闘の混乱と誤爆の危険性から逃れるべく攻勢には出なかった。6月14日、ガジョンは20日間の行動を終えて真珠湾に帰投。艦長がウィリアム・S・ストローヴァル・ジュニア少佐（アナポリス1929年組）に代わった。

### 第4の哨戒 1942年7月 - 9月
7月11日、ガジョンは4回目の哨戒でトラック諸島近海に向かった。7月23日、ガジョンは北緯09度49分 東経154度42分 / 北緯9.817度 東経154.700度の地点で、20ノットで走り回るQシップに対し魚雷を3本発射。しかし魚雷は命中せず、逆に爆雷攻撃を受けた。翌7月24日夜には北緯08度33分 東経149度17分 / 北緯8.550度 東経149.283度の地点で2隻の駆逐艦を発見し、魚雷発射のため巧みに接近するも、前日同様に爆雷攻撃を受けて目的を果たせなかった。7月31日未明にも北緯07度37分 東経150度10分 / 北緯7.617度 東経150.167度の地点で7.5ノットの低速で航行中の銀洋丸（日本郵船、8,613トン）級貨物船と駆逐艦を発見し、魚雷を3本発射して2本が命中し、目標が停止したと判断されたが、爆雷攻撃から一時回避の後に再び観測すると、駆逐艦からの煙しか見えず目標は沈没したと判断された。夜が明けると、今度はぶら志゛る丸（大阪商船、12,755トン）級と思しき大型貨客船を発見し追跡。しかし、間もなくスコールで見失い、ガジョンは夜に入って「ぶら志゛る丸級貨客船」の発見と「銀洋丸級貨物船」の撃沈を報告した。8月3日の明け方、ガジョンは北緯07度17分 東経150度40分 / 北緯7.283度 東経150.667度のトラック西方海域で特設運送船浪速丸（太平汽船、4,858トン）を撃沈。攻撃後、1時間に及ぶ爆雷攻撃を受けた。浪速丸撃沈後しばらくの間は何事も起こらなかったが、8月17日昼ごろには北緯07度40分 東経151度05分 / 北緯7.667度 東経151.083度のトラック北西で2隻の駆逐艦と2隻の輸送船を発見し、魚雷を6本発射。魚雷は2隻の特設給油船、神国丸（神戸桟橋、10,020トン）と日栄丸（日東鉱業汽船、10,020トン）に命中し、2隻とも撃破する。攻撃後は爆雷攻撃を受けたが、特に被害はなかった。9月2日、ガジョンは53日間の行動を終えてフリーマントルに帰投。2日後の9月4日に出港し、アルバニーを経由してブリスベンに回航され、10月3日に到着した。

### 第5、第6の哨戒 1942年10月 - 1943年2月
10月8日、ガジョンは5回目の哨戒でソロモン諸島方面に向かった。10月21日、ガジョンは南緯03度30分 東経150度36分 / 南緯3.500度 東経150.600度のカビエン南方で輸送船団を発見し、陸軍輸送船朝光丸（山下汽船、6,783トン）を撃沈。11月11日には南緯03度31分 東経148度13分 / 南緯3.517度 東経148.217度の地点で7隻の輸送船団を発見し、数隻に向けて雷撃したが、命中しなかった。12月1日、ガジョンは54日間の行動を終えてブリスベンに帰投した。
12月27日、ガジョンは6回目の哨戒でフィリピン方面に向かった。この哨戒ではフィリピンの抗日ゲリラを支援する任務も与えられていた。1943年1月14日、ガジョンはネグロス島カトモン岬に到着し、6名の要員と1トンの貨物を上陸させた。フリーマントルへの帰途途中の1月25日から26日にかけて、アンボン沖で哨戒中に断続的な爆雷攻撃を受け、電池や清水タンクなど船体各部を損傷するが、哨戒を続けた。この攻撃は「第六号駆潜艇」によるものであった。2月9日には、ティモール島南岸から21名のオーストラリア兵、イギリス人とポルトガル人各1名、そして5名の原住民を救助した。2月18日、ガジョンは53日間の行動を終えてフリーマントルに帰投。艦長がウィリアム・S・ポスト・ジュニア中佐（アナポリス1930年組）に代わった。

### 第7、第8の哨戒 1943年3月 - 5月

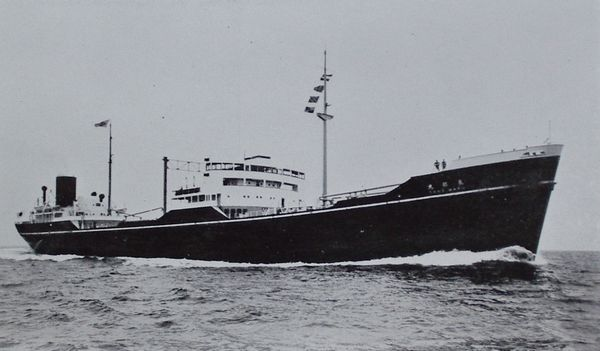
東邦丸

3月13日、ガジョンは7回目の哨戒でジャワ海方面に向かった。3月22日、ガジョンは南緯06度23分 東経112度43分 / 南緯6.383度 東経112.717度のスラバヤ北方で輸送船団を発見。魚雷を2本ずつ3度にわたって発射し、陸軍輸送船明元丸（明治海運、5,448トン）を撃沈して他の2隻の船に損傷を与えたと判断された。翌3月23日朝には南緯05度10分 東経114度04分 / 南緯5.167度 東経114.067度の地点で別の輸送船団を発見するも距離が遠くて攻撃できず、3月24日未明にも南緯06度25分 東経113度48分 / 南緯6.417度 東経113.800度の地点で駆潜艇に対して砲撃を行ったところ突然反撃され、魚雷を発射したものの命中せず、再び砲撃で応戦したが航空機を発見したため潜航を余儀なくされた。3月29日未明、ガジョンは北緯00度00分00秒 東経118度18分30秒 / 北緯0.00000度 東経118.30833度の地点に差し掛かった所で、特設給油船東邦丸（飯野海運、9,997トン）を発見する。東邦丸は2門の備砲をもって、浮上したままのガジョンに対して先制攻撃を行い、砲弾はガジョンからわずか50ヤード離れたところに少なくとも2発は落下したと記録された。2時33分、ガジョンは浮上したまま魚雷を3本発射した後、間もなく潜航して様子をうかがった。やがて2本の魚雷が命中して東邦丸は航行不能となるも、沈む気配は見せなかった。1時間後、ガジョンは4本目の魚雷を発射して船橋下に命中させたが、東邦丸の様子はさほど変わらなかった。そこで、二度目の攻撃から約30分後に5本目の魚雷を発射して命中させ、ガジョンが浮上してから15分後に東邦丸は沈没した。ガジョンの手空きの乗組員は艦上に上がって沈み行く東邦丸を見物したが、間もなく別の方向に煙を発見したので全速力で煙に向かっていった。昼過ぎ、北緯00度54分30秒 東経119度01分36秒 / 北緯0.90833度 東経119.02667度のボルネオ島マンガリハット岬近海で「第一小倉丸（日本油槽船、7,270トン）級タンカー」と判断された目標に対して魚雷を2本発射し、命中音を聴取。しかし、爆雷攻撃を仕掛けてきたため確認はできなかった。ガジョンはこの攻撃で魚雷を使い果たした。4月6日、ガジョンは24日間の行動を終えてフリーマントルに帰投した。

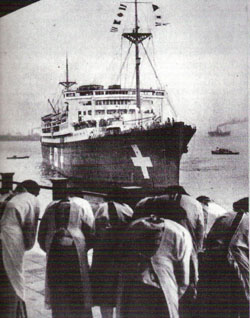
鎌倉丸（交換船時代）

4月15日、ガジョンは8回目の哨戒でフィリピン方面に向かった。南緯02度54分 東経118度31分 / 南緯2.900度 東経118.517度の地点を北上中の4月22日には、哨戒艇を発見して全速力で脱出を図る。哨戒艇は発砲してきたものの、ガジョンはこれを振り切った。日付が4月26日に変わった直後、ガジョンは北緯01度48分 東経119度11分 / 北緯1.800度 東経119.183度の地点でレーダーにより目標を探知し、魚雷を3本発射して命中を得たと判定。浮上してみると、小型哨戒艇しか見えず、目標は沈んだものと判断された。4月27日深夜、ガジョンは北緯10度17分 東経121度44分 / 北緯10.283度 東経121.733度の地点で大型船を発見する。目標はマニラからバリクパパンに向かっていた海軍徴傭船鎌倉丸（日本郵船、17,498トン）であり、17.5ノットで航行していた。日付が4月28日変わって後の1時ごろ、ガジョンは北緯10度25分 東経121度50分 / 北緯10.417度 東経121.833度のパナイ島ナソ岬沖で魚雷を4本発射し、3本が命中。鎌倉丸は10分ほどで沈没した。これは、アメリカ潜水艦が撃沈した艦船としては大きいほうの部類だった。4月30日にはパナイ島沿岸に到着し、6名の訓練されたゲリラ要員と3トンの貨物を揚陸させた。5月2日、北緯10度33分 東経121度51分 / 北緯10.550度 東経121.850度の地点で武装トロール船を発見し、魚雷を2本発射するも命中せず、爆雷攻撃によって追い払われた。5月4日には、北緯10度10分 東経121度42分 / 北緯10.167度 東経121.700度のパナイ島近海で500トン級トロール船を浮上砲戦で撃沈するも、ジョージ・H・ペンランド中尉が反撃の掃射を食らって海中に落ち、そのまま浮き上がってくることはなかった。生存者を救助の上尋問した所、船名は "Naku Maru" ということであった。翌5月5日にも「小型貨客船」を発見し、魚雷を使うまでもないとこれも浮上砲戦で撃沈した。北緯09度29分 東経123度29分 / 北緯9.483度 東経123.483度のボホール海峡を通過中の5月8日には、またもや武装トロール船を発見して魚雷を発射するも回避され、砲撃と爆雷攻撃から逃れるため息を潜めざるを得なかった。ガジョンはスリガオ海峡を通過してルソン島東岸部に出て、サンベルナルジノ海峡方面で哨戒を行う。5月12日朝、北緯12度44分 東経124度08分 / 北緯12.733度 東経124.133度のサンベルナルジノ海峡東方沖7km地点付近にあるルソン島ブルサン沖の入り江に停泊してカムフラージュをしていた陸軍輸送船すまとら丸（大阪商船、5,863トン）を発見。魚雷1本を命中させ、すまとら丸は放棄されて解体された。攻撃終了後、ガジョンは真珠湾に針路を向けた。5月25日、ガジョンは41日間の行動を終えて真珠湾に帰投。サンフランシスコに回航され、ハンターズ・ポイント海軍造船所でオーバーホールに入った。

### 第9、第10の哨戒 1943年9月 - 12月
9月1日、ガジョンは9回目の哨戒でマリアナ諸島方面に向かった。9月16日、グアムアプラ港口を哨戒中のガジョンは、発見した赤城丸（日本郵船、7,366トン）級貨物船に対して3度にわたって魚雷を4本ずつ発射するが、命中しなかった。ロタ島沖に移動した翌9月17日にも、小型哨戒艇と浮上砲戦を交える。9月21日からはサイパン島周辺で哨戒を続け、サイパン島と日本本土との交通路を警戒した。9月27日夜、ガジョンは北緯15度12分 東経145度40分 / 北緯15.200度 東経145.667度のサイパン島ガラパン沖で赤城丸級貨物船に対して魚雷を4本発射したが、回避される。翌9月28日14時22分、ガジョンは北緯15度17分 東経145度39分 / 北緯15.283度 東経145.650度のサイパン島北方で3921船団を発見し、貨客船泰安丸（日本郵船、3,158トン）に向けて魚雷を4本発射、うち3本が命中してこれを撃沈した。翌9月29日には北緯15度37分 東経145度52分 / 北緯15.617度 東経145.867度の地点で4926船団を発見して魚雷を4本発射し、特設運送艦山東丸（大連汽船、3,266トン）を撃破した。ガジョンはこの哨戒で魚雷を早く使い切った。10月6日、ガジョンは37日間の行動を終えてミッドウェー島に帰投した。
10月31日、ガジョンは10回目の哨戒で東シナ海に向かった。11月13日、北緯28度29分 東経129度29分 / 北緯28.483度 東経129.483度の奄美大島北西海域で輸送船を発見し、最初の攻撃で魚雷を4本発射するも命中しなかった。二度目の攻撃で再び魚雷を4本発射し、これも命中しなかった。11月23日3時30分、ガジョンは北緯28度38分 東経122度05分 / 北緯28.633度 東経122.083度の舟山群島小魚山島近海で南下するヒ21船団を発見。まず海防艦若宮に向けて魚雷を6本発射。1本が命中し若宮は2つに折れて轟沈。その様子は、「真珠湾攻撃で爆発を起こしたショー (USS Shaw, DD-373) のようであった」と記録されている。若宮を屠ったガジョンは、間髪入れず貨客船熱河丸（大阪商船、6,784トン）に魚雷を2本命中させ、さらにタンカー一洋丸（浅野物産、5,106トン）と海軍徴傭応急タンカー五洋丸（五洋商船、8,469トン）にも損傷を与えた。5時20分ごろに入り、熱河丸に対して魚雷を3本発射し、2本を命中させて撃沈した。11月27日には、北緯29度32分 東経140度28分 / 北緯29.533度 東経140.467度の地点で2隻の輸送船と2隻の駆潜艇からなる輸送船団を発見し、浮上砲戦を行った。12月11日、ガジョンは41日間の行動を終えて真珠湾に帰投した。

### 第11の哨戒 1944年1月 - 3月
1944年1月16日、ガジョンは11回目の哨戒で東シナ海に向かった。2月2日、ガジョンは北緯28度49分 東経138度06分 / 北緯28.817度 東経138.100度の地点で、1月19日にハダック (USS Haddock, SS-231) の雷撃で損傷して、重巡洋艦高雄に曳航されて横須賀に向かっていた空母雲鷹を発見。ガジョンは潜航して接近したが護衛の駆逐艦曙に探知され、ガジョンは曙に対して2度にわたり魚雷を4本ずつ発射したのち深く潜航。のちに浮上すると、そこには何もなかった。2月11日、ガジョンは北緯28度00分 東経121度30分 / 北緯28.000度 東経121.500度の温州沖で、すでにB-25 の爆撃を受けて損傷していた輸送船薩摩丸（日の丸汽船、3,091トン）を二度にわたって攻撃し、これを撃沈。2月17日には北緯28度01分 東経123度23分 / 北緯28.017度 東経123.383度の東シナ海で40トンから60トンぐらいのサンパンを攻撃し、1隻を撃沈して他の1隻に損傷を与えた。3月5日、ガジョンは49日間の行動を終えて真珠湾に帰投。艦長がロバート・A・ボーニン少佐（アナポリス1936年組）に代わった。

### 第12の哨戒 1944年4月・喪失
4月4日、ガジョンは12回目の哨戒でマリアナ諸島方面に向かった。4月7日にジョンストン島で燃料を補給したが、その後の消息は不明となった。5月23日にミッドウェー島に帰投する予定だったが、ガジョンはついに姿を現さなかった。6月7日にガジョンは喪失したものと推定され、公式に宣言された。
4月18日6時30分、松輸送支援のため対潜哨戒中の九〇一空硫黄島派遣隊の九六式陸攻1機が硫黄島南東166海里の地点で潜没したばかりの潜水艦を発見し、爆弾2発を投下。爆弾は艦首と艦橋直後に命中し、潜水艦は大爆発を起こして轟沈、跡には濃厚な重油膜が広がっていた。これはガジョンの最期の一つと考えられる。他にも、硫黄島北西付近で横須賀航空隊の九七式飛行艇の爆雷攻撃で沈没した潜水艦がガジョンだとも、「マウグ島近海で攻撃を受けて沈没しつつある潜水艦がガジョンだろう」だとも言われている。このうち、九〇一空の攻撃に関しては、戦後に英訳して記録を提出した際、翻訳者が硫黄島を "Iwo Jima" と書くべきところを、なぜか "Yuoh Jima" と誤記してしまった。"Yuoh" をどう読もうとそういう名の島がないことから、九〇一空の記録はアメリカ側にはあまり相手にされなかった時期があった。
ガジョンは3年の活動期間中に合計14隻の撃沈を確認した。その総トン数は71,372トン以上に上り、アメリカ潜水艦の中で第15位に記録される。ガジョンは7回の哨戒に関して殊勲部隊章を受章した。ガジョンは第二次世界大戦の戦功で11個の従軍星章を受章した。